# What's Up Daddy
What's Up Daddy è un singolo del gruppo musicale brasiliano Skuba, pubblicato nel 1997.

## Tracce
A
1. What's Up Daddy? (Ufficial House Mix) – 6:30

B
1. Do You Wanna Bump? (Herbie In Da House Mix) – 6:00

## Formazione
- Sérgio Soffiatti - voce, chitarra
- Rodrigo Cerqueira - batteria
- André Correa - basso
- Gerson Surya - tastiera
- Oscar Costa e Silva - tromba
- Ricardinho Lima - sassofono
- Luizinho Muller - trombone

## Classifiche

### Classifiche settimanali
| Classifica (1997) | Posizione massima |
| ----------------- | ----------------- |
| Italia            | 16                |

### Classifiche di fine anno
| Classifica (1997) | Posizione |
| ----------------- | --------- |
| Italia            | 66        |